# 库韦雷斯机场

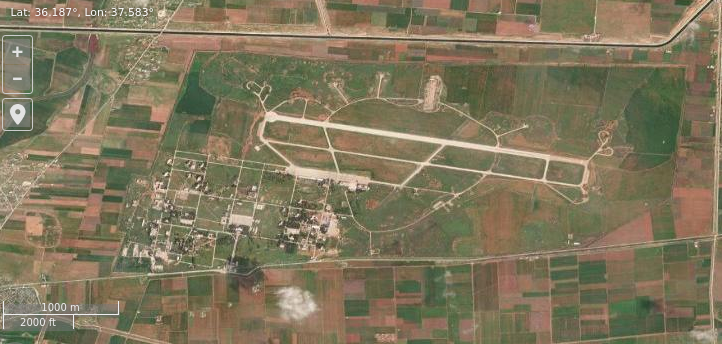
库韦雷斯机场

库韦雷斯机场是位於叙利亚阿勒颇省的一个軍用機場，當地還有一個军事航空学院。它位于阿勒颇以东30公里处。 
该基地于20世纪60年代末在波兰人民共和国的支持下建成。 该基地自1980年起成为敘利亞阿拉伯空軍军事航空学院的所在地。军事航空学院于2017年至2021年间进行翻新，並于2021年重新开放。 

## 叙利亚内战期间的围困
2013年，库韦尔斯空军基地遭到敘利亞反對派围攻，敘利亞反對派包围库韦雷斯机场一年多，但未能占领该軍用機場。随着敘利亞反對派与伊斯蘭國又爆發衝突，伊斯蘭國于2013年底開始圍困軍用機場。  伊斯蘭國曾两次突破該空军基地的防线，但未能占领该基地。 
2015年11月10日，蘇赫爾·哈桑指揮老虎部队突破伊斯蘭國包圍網，並且擊退了伊斯蘭國。 
叙利亚政府在解除围困后立即修复了該軍事基地，并部署了一支L-39信天翁中队以及由俄罗斯和叙利亚联合操控的9K37导弹。 
2024年7月25日， 乌克兰国防部情报总局攻擊了位于库韦雷斯机场的俄罗斯军队，摧毁了一个用來發動电子战的站點。 同年11月30日，叙利亚国民军占领了该空军基地。 